# Le Ferré
 Le Ferré  es una población y comuna francesa, situada en la región de Bretaña, departamento de Ille y Vilaine, en el distrito de Fougères y cantón de Louvigné-du-Désert.

## Demografía
| 911 | 788 | 733 | 663 | 619 | 585 |
| Para los censos de 1962 a 1999 la población legal corresponde a la población sin duplicidades (Fuente: INSEE [Consultar]) |     |     |     |     |     |